# Narirutina
La narirutina è un flavanone glicoside, un tipo di flavonoide. È il 7-O-rutinoside della naringenina.

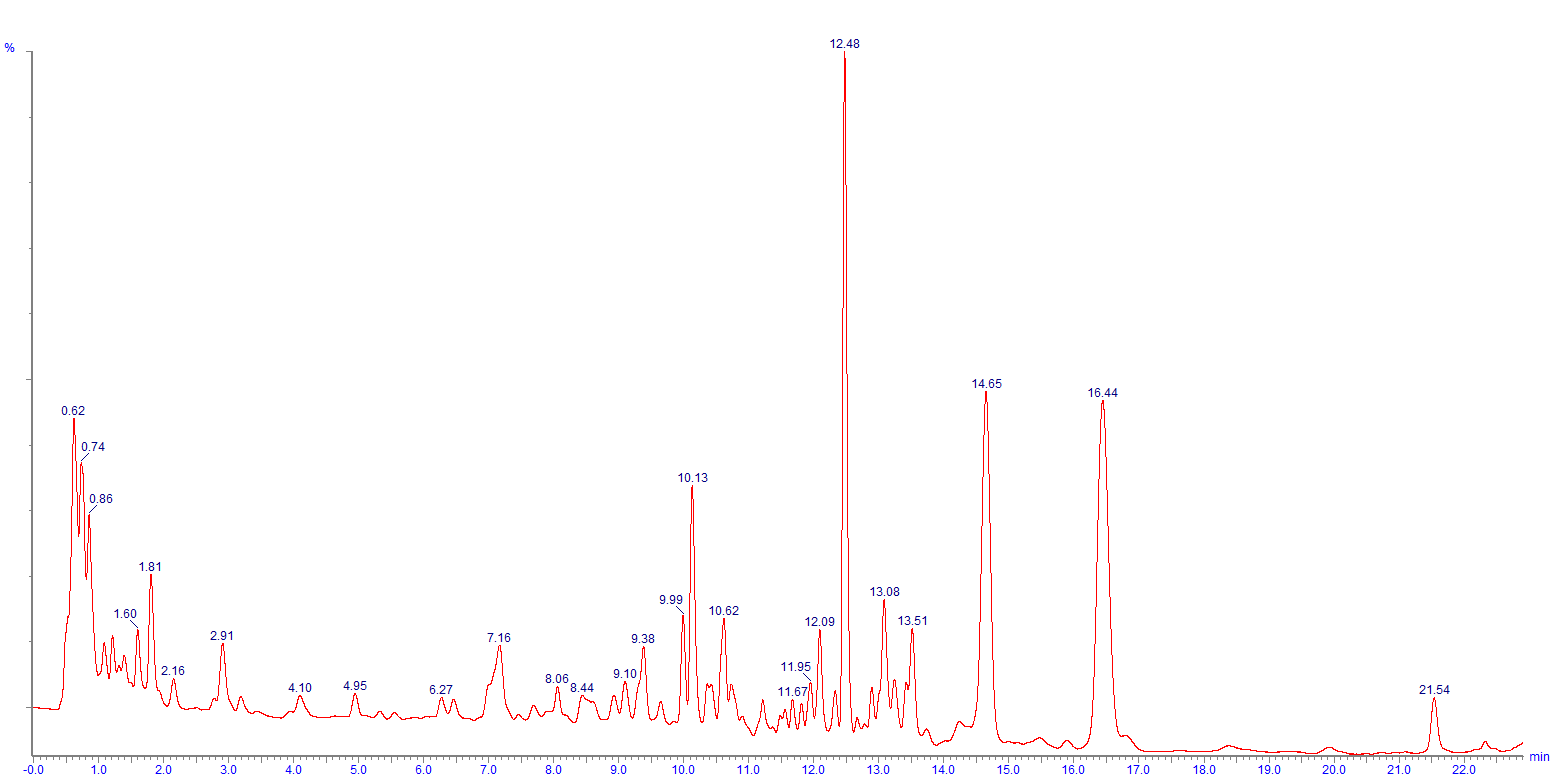
Cromatogramma UHPLC con rivelatore ultravioletto a 280 nm. Separazione di succo d'arancia commerciale. Il picco della Narirutina è a 14.65 min.